# 奇异值
数学中，特别是泛函分析中，作用于希尔伯特空间X、Y之间的紧算子{\displaystyle T:X\rightarrow Y}的奇异值是自伴算子{\displaystyle T^{*}T}（{\displaystyle T^{*}}表示T的伴随）的非负特征值的平方根。
奇异值是非负实数，一般按递减顺序排列（{\displaystyle \sigma _{1}(T),\ \sigma _{2}(T),\dots }）。最大的奇异值{\displaystyle \sigma _{1}(T)}等于T的算子范数（见极小-极大定理）。

2维实值错切矩阵M的奇异值分解可视化。首先，可见蓝色的单位圆盘与2个标准基向量；然后，可见M的作用：将圆盘扭曲为椭圆。SVD将M分解为3个简单变换：旋转、沿旋转轴的缩放Σ及第二次旋转 U。Σ是对角矩阵（本例中是方阵），对角线上包含M的奇异值，代表椭圆半轴长度。

作用于欧氏空间{\displaystyle \mathbb {R} ^{n}}的T的奇异值有简单的几何解释：单位n球在T变换下的像是椭球，其半轴长度是T的奇异值（图中提供了{\displaystyle \mathbb {R} ^{2}}的例子）。
奇异值是正规矩阵A的特征值的绝对值，由谱定理可得A的单位对角化：{\displaystyle A=U\Lambda U^{*}}。因此有{\displaystyle {\sqrt {A^{*}A}}={\sqrt {U\Lambda ^{*}\Lambda U^{*}}}=U\left|\Lambda \right|U^{*}}。
研究的希尔伯特空间算子的大多数范数都是用奇异值定义的。例如，樊𰋀-k-范数是前k个奇异值的和，迹范数是所有奇异值的和，沙滕范数是奇异值的p次幂之和的p次根。注意每种范数都只定义在一类特殊的算子上，因此奇异值有助于算子的分类。
有限维情形，矩阵总可以分解为{\displaystyle \mathbf {U\Sigma V^{*}} }，其中{\displaystyle \mathbf {U} }、{\displaystyle \mathbf {V^{*}} }是酉矩阵，{\displaystyle \mathbf {\Sigma } }是矩形对角矩阵，奇异值在对角线上。这就是奇异值分解。

## 基本性质
对{\displaystyle A\in \mathbb {C} ^{m\times n}}、{\displaystyle i=1,2,\ldots ,\min\{m,n\}}。
应用特征值的最小-最大定理。这里{\displaystyle U:\dim(U)=i}是{\displaystyle \mathbb {C} ^{n}}的i维子空间。
{\displaystyle {\begin{aligned}\sigma _{i}(A)&=\min _{\dim(U)=n-i+1}\max _{\underset {\|x\|_{2}=1}{x\in U}}\left\|Ax\right\|_{2}.\\\sigma _{i}(A)&=\max _{\dim(U)=i}\min _{\underset {\|x\|_{2}=1}{x\in U}}\left\|Ax\right\|_{2}.\end{aligned}}}
矩阵转置和共轭不会改变奇异值。
{\displaystyle \sigma _{i}(A)=\sigma _{i}\left(A^{\textsf {T}}\right)=\sigma _{i}\left(A^{*}\right).}
对任意酉矩阵{\displaystyle U\in \mathbb {C} ^{m\times m},V\in \mathbb {C} ^{n\times n}}
{\displaystyle \sigma _{i}(A)=\sigma _{i}(UAV).}
与特征值的关系：
{\displaystyle \sigma _{i}^{2}(A)=\lambda _{i}\left(AA^{*}\right)=\lambda _{i}\left(A^{*}A\right).}
与迹的关系：
{\displaystyle \sum _{i=1}^{n}\sigma _{i}^{2}={\text{tr}}\ A^{\ast }A}.
若{\displaystyle A^{\top }A}满秩，则奇异值的积是{\displaystyle {\sqrt {\det A^{\top }A}}}。
若{\displaystyle AA^{\top }}满秩，则奇异值的积是{\displaystyle {\sqrt {\det AA^{\top }}}}。
若A满秩，则奇异值的积是{\displaystyle |\det A|}。

## 关于奇异值的不等式
另见

### 子矩阵的奇异值
对{\displaystyle A\in \mathbb {C} ^{m\times n}}，
1. 令B表示删除了某一行或某一列的A。则{\displaystyle \sigma _{i+1}(A)\leq \sigma _{i}(B)\leq \sigma _{i}(A)}
2. 令B表示删除了某一行和某一列的A。则{\displaystyle \sigma _{i+2}(A)\leq \sigma _{i}(B)\leq \sigma _{i}(A)}
3. 令B表示A的{\displaystyle (m-k)\times (n-l)}子矩阵，则{\displaystyle \sigma _{i+k+l}(A)\leq \sigma _{i}(B)\leq \sigma _{i}(A)}

### A+B的奇异值
对{\displaystyle A,B\in \mathbb {C} ^{m\times n}}
1. {\displaystyle \sum _{i=1}^{k}\sigma _{i}(A+B)\leq \sum _{i=1}^{k}(\sigma _{i}(A)+\sigma _{i}(B)),\quad k=\min\{m,n\}}
2. {\displaystyle \sigma _{i+j-1}(A+B)\leq \sigma _{i}(A)+\sigma _{j}(B).\quad i,j\in \mathbb {N} ,\ i+j-1\leq \min\{m,n\}}

### AB的奇异值
对{\displaystyle A,B\in \mathbb {C} ^{n\times n}}
1. {\displaystyle {\begin{aligned}\prod _{i=n}^{i=n-k+1}\sigma _{i}(A)\sigma _{i}(B)&\leq \prod _{i=n}^{i=n-k+1}\sigma _{i}(AB)\\\prod _{i=1}^{k}\sigma _{i}(AB)&\leq \prod _{i=1}^{k}\sigma _{i}(A)\sigma _{i}(B),\\\sum _{i=1}^{k}\sigma _{i}^{p}(AB)&\leq \sum _{i=1}^{k}\sigma _{i}^{p}(A)\sigma _{i}^{p}(B),\end{aligned}}}
2. {\displaystyle \sigma _{n}(A)\sigma _{i}(B)\leq \sigma _{i}(AB)\leq \sigma _{1}(A)\sigma _{i}(B)\quad i=1,2,\ldots ,n.}

对{\displaystyle A,B\in \mathbb {C} ^{m\times n}}
{\displaystyle 2\sigma _{i}(AB^{*})\leq \sigma _{i}\left(A^{*}A+B^{*}B\right),\quad i=1,2,\ldots ,n.}

### 奇异值与特征值
对{\displaystyle A\in \mathbb {C} ^{n\times n}}.
1. 见[3] {\displaystyle \lambda _{i}\left(A+A^{*}\right)\leq 2\sigma _{i}(A),\quad i=1,2,\ldots ,n.}
2. 假设{\displaystyle \left|\lambda _{1}(A)\right|\geq \cdots \geq \left|\lambda _{n}(A)\right|}，则对{\displaystyle k=1,2,\ldots ,n}：
  1. 外尔定理{\displaystyle \prod _{i=1}^{k}\left|\lambda _{i}(A)\right|\leq \prod _{i=1}^{k}\sigma _{i}(A).}
  2. 对{\displaystyle p>0}。{\displaystyle \sum _{i=1}^{k}\left|\lambda _{i}^{p}(A)\right|\leq \sum _{i=1}^{k}\sigma _{i}^{p}(A).}

## 历史
奇异值这一概念由埃哈德·施密特（1907）提出，当时称奇异值为“特征值”。“奇异值”的名称由史密斯于1937年首次使用。1957年，Allahverdiev证明了第n个奇异值的如下特征：
{\displaystyle \sigma _{n}(T)=\inf {\big \{}\,\|T-L\|:L{\text{的秩}}<n\,{\big \}}.}
这种表述使奇异值概念可以推广到巴拿赫空间的算子。
注意还有更一般的s-数（s-number）概念，也包括盖尔范德和柯尔莫哥洛夫宽。